# Third Division 1984-1985
La Third Division 1984-1985 è stato il 58º campionato inglese di calcio di terza divisione.

## Squadre partecipanti
| Squadra           | Città               | Stadio              | Stagione precedente                      |
| ----------------- | ------------------- | ------------------- | ---------------------------------------- |
| Bolton Wanderers  | Bolton              | Burnden Park        | 10º posto in Third Division              |
| Bournemouth       | Bournemouth         | Dean Court          | 17º posto in Third Division              |
| Bradford City     | Bradford            | Valley Parade       | 7º posto in Third Division               |
| Brentford         | Londra (Hounslow)   | Griffin Park        | 20º posto in Third Division              |
| Bristol City      | Bristol             | Ashton Gate         | 4º posto in Fourth Division, promosso    |
| Bristol Rovers    | Bristol             | Eastville Stadium   | 5º posto in Third Division               |
| Burnley           | Burnley             | Turf Moor           | 12º posto in Third Division              |
| Cambridge United  | Cambridge           | Abbey Stadium       | 22º posto in Second Division, retrocesso |
| Derby County      | Derby               | Baseball Ground     | 20º posto in Second Division, retrocesso |
| Doncaster Rovers  | Doncaster           | Belle Vue           | 2º posto in Fourth Division, promosso    |
| Gillingham        | Gillingham          | Priestfield Stadium | 8º posto in Third Division               |
| Hull City         | Kingston upon Hull  | Boothferry Park     | 4º posto in Third Division               |
| Leyton Orient     | Londra (Leyton)     | Brisbane Road       | 11º posto in Third Division              |
| Lincoln City      | Lincoln             | Sincil Bank         | 14º posto in Third Division              |
| Millwall          | Londra (Bermondsey) | The Den             | 9º posto in Third Division               |
| Newport County    | Newport             | Somerton Park       | 13º posto in Third Division              |
| Plymouth Argyle   | Plymouth            | Home Park           | 19º posto in Third Division              |
| Preston North End | Preston             | Deepdale            | 16º posto in Third Division              |
| Reading           | Reading             | Elm Park            | 3º posto in Fourth Division, promosso    |
| Rotherham United  | Rotherham           | Millmoor            | 18º posto in Third Division              |
| Swansea City      | Swansea             | Vetch Field         | 21º posto in Second Division, retrocesso |
| Walsall           | Walsall             | Fellows Park        | 6º posto in Third Division               |
| Wigan Athletic    | Wigan               | Springfield Park    | 15º posto in Third Division              |
| York City         | York                | Bootham Crescent    | 1º posto in Fourth Division, promosso    |

## Classifica finale
|  | Pos. | Squadra        | Pt | G  | V  | N  | P  | GF | GS  | DR  |
|  | ---- | -------------- | -- | -- | -- | -- | -- | -- | --- | --- |
|  | 1    | Bradford City  | 94 | 46 | 28 | 10 | 8  | 77 | 45  | +32 |
|  | 2    | Millwall       | 90 | 46 | 26 | 12 | 8  | 73 | 42  | +31 |
|  | 3    | Hull City      | 87 | 46 | 25 | 12 | 9  | 78 | 49  | +29 |
|  | 4    | Gillingham     | 83 | 46 | 25 | 8  | 13 | 80 | 62  | +18 |
|  | 5    | Bristol City   | 81 | 46 | 24 | 9  | 13 | 74 | 47  | +27 |
|  | 6    | Bristol Rovers | 75 | 46 | 21 | 12 | 13 | 66 | 48  | +18 |
|  | 7    | Derby County   | 70 | 46 | 19 | 13 | 14 | 65 | 54  | +11 |
|  | 8    | York City      | 69 | 46 | 20 | 9  | 17 | 70 | 57  | +13 |
|  | 9    | Reading        | 69 | 46 | 19 | 12 | 15 | 68 | 62  | +6  |
|  | 10   | Bournemouth    | 68 | 46 | 19 | 11 | 16 | 57 | 46  | +11 |
|  | 11   | Walsall        | 67 | 46 | 18 | 13 | 15 | 58 | 52  | +6  |
|  | 12   | Rotherham Utd  | 65 | 46 | 18 | 11 | 17 | 55 | 55  | 0   |
|  | 13   | Brentford      | 62 | 46 | 16 | 14 | 16 | 62 | 64  | –2  |
|  | 14   | Doncaster      | 59 | 46 | 17 | 8  | 21 | 72 | 74  | –2  |
|  | 15   | Plymouth       | 59 | 46 | 15 | 14 | 17 | 62 | 65  | –3  |
|  | 16   | Wigan          | 59 | 46 | 15 | 14 | 17 | 60 | 64  | –4  |
|  | 17   | Bolton         | 54 | 46 | 16 | 6  | 24 | 69 | 75  | –6  |
|  | 18   | Newport County | 52 | 46 | 13 | 13 | 20 | 55 | 67  | –12 |
|  | 19   | Lincoln City   | 51 | 46 | 11 | 18 | 17 | 50 | 51  | –1  |
|  | 20   | Swansea City   | 47 | 46 | 12 | 11 | 23 | 53 | 80  | –27 |
|  | 21   | Burnley        | 46 | 46 | 11 | 13 | 22 | 60 | 73  | –13 |
|  | 22   | Leyton Orient  | 46 | 46 | 11 | 13 | 22 | 51 | 76  | –25 |
|  | 23   | Preston N.E.   | 46 | 46 | 13 | 7  | 26 | 51 | 100 | –49 |
|  | 24   | Cambridge Utd  | 21 | 46 | 4  | 9  | 33 | 37 | 95  | –58 |

Legenda:
      Promosso in Second Division 1985-1986.
      Retrocesso in Fourth Division 1985-1986.
Regolamento:
Tre punti a vittoria, uno a pareggio, zero a sconfitta.
In caso di arrivo di due o più squadre a pari punti, la graduatoria verrà stilata secondo i seguenti criteri:
- differenza reti
- maggior numero di gol segnati